# Ferdinand Rougier
Ferdinand Rougier, né le 27 juin 1855 à La Mothe-Saint-Héray (Deux-Sèvres) et mort le 15 novembre 1936 à La Mothe-Saint-Héray (Deux-Sèvres), est un homme politique français.
Licencié en droit, clerc de notaire, il est ensuite industriel dans le textile. Maire de Salles, conseiller général, il est député des Deux-Sèvres de 1902 à 1914, siégeant sur les bancs radicaux.

## Source
- « Ferdinand Rougier », dans le Dictionnaire des parlementaires français (1889-1940), sous la direction de Jean Jolly, PUF, 1960 [détail de l’édition]